# Días de gloria
Días de gloria es el primer disco en directo de la banda española de power metal Avalanch, grabado durante la gira de Llanto de un héroe en la Sala Quattro de Avilés el 18 de junio de 1999 y publicado en 2000. Incluye como tema extra una versión grabada en estudio de Save Me, tema de Queen y una versión del clásico de Helloween, I Want Out

## Canciones
- 1. «Intro»
- 2. «Torquemada»
- 3. «Por mi libertad»
- 4. «El despertar»
- 5. «Vicio letal»
- 6. «Vientos del sur»
- 7. «Excalibur»
- 8. «Pelayo»
- 9. «I want out»
- 10. «Epílogo»
- 11. «Save me»

- Datos: Q5815921